# Sergueï Babourine
Pour les articles homonymes, voir Babourine.
Sergueï Nikolaïevitch Babourine (en russe : Сергей Николаевич Бабурин), né le 31 janvier 1959 à Semipalatinsk (alors en RSS du Kazakhstan), est un homme politique nationaliste russe et vice-président de la Douma d'État. Il est également à la tête du parti nationaliste Narodnaïa Volïa ("la Volonté du Peuple") et fut élu pour le bloc Rodina. Il est membre du Comité sur le droit civil, pénal, arbitral et procédural.

## Biographie
En 1968, la famille Babourine déménagea vers l'oblast d'Omsk. Sergueï suivit des études de droit à l'université d'État d'Omsk jusqu'en 1981 avant de partir à Léningrad où il obtint un doctorat en droit de l'université d’État de Saint-Pétersbourg. Il sert dans l'Armée rouge pendant la première guerre d'Afghanistan et gagne plusieurs médailles pour son service. Babourine est doyen de la faculté de droit de l'université d'État d'Omsk, et membre du Parti communiste de l'Union soviétique depuis 1981.
Sergueï Babourine est élu député du peuple au Soviet suprême de Russie. En 1991, il est l'un des rares hommes politiques qui votent contre la dissolution de l'URSS. Pendant la crise constitutionnelle russe de 1993, il est l'un des chefs de l'opposition contre Ieltsine. Parmi ses amis, il compte Jean-Marie Le Pen et Radovan Karadžić[réf. nécessaire].
En 2001, Sergueï Babourine crée le parti nationaliste Narodnaïa Volïa ("la Volonté du Peuple"), dissout en 2008.

## Prix et récompenses
- 2006 : Ordre de l'Amitié[1].

## Vie privée
Sergueï Babourine est marié à Tatiana Nikolaevna Babourina, docteure de l'Université de Léningrad en sciences de la physique des matériaux. Le couple a quatre fils : Konstantin, Evgueni, Iaroslav et Vladimir.

### Pages liées
- Narodnaïa Volïa
- Crise constitutionnelle russe de 1993